# Avena (California)
Avena es un área no incorporada ubicada en el condado de San Joaquín en el estado estadounidense de California.

## Geografía
Avena se encuentra ubicada en las coordenadas 37°50′35″N 121°3′59″O / 37.84306, -121.06639.